# 薩法庫列沃區

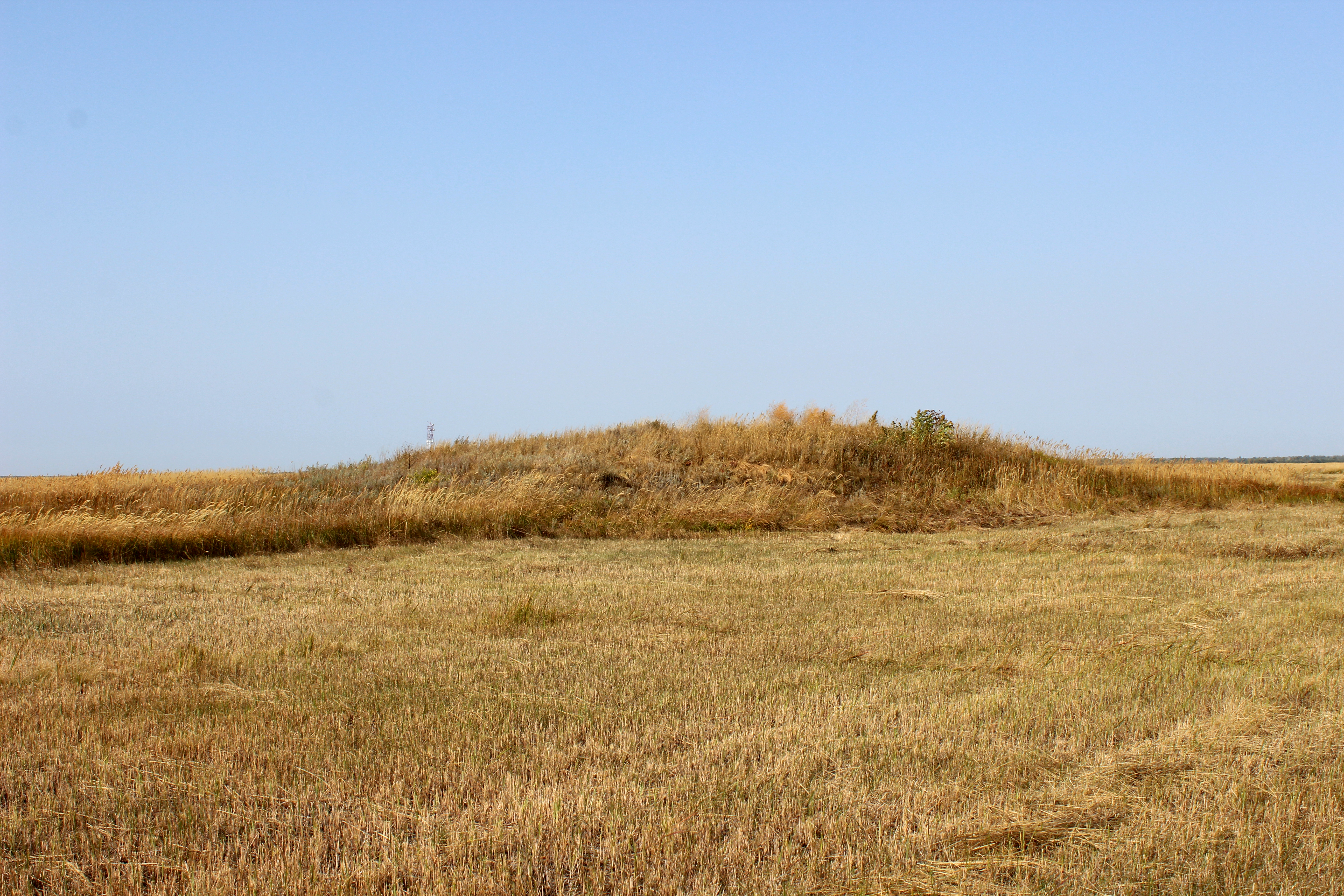

54°59′26″N 62°32′35″E / 54.99056°N 62.54306°E
薩法庫列沃區（俄语：Сафакулевский район），是俄羅斯的一個區，位於該國南部，由庫爾干州負責管轄，面積2,280平方公里，2010年人口13,120，人口密度每平方公里5.75人。